# Julian Ralph Ford
Julian Ralph Ford (3 novembre 1932 au 31 janvier 1987) est un chimiste et ornithologue australien. 

## Biographie
Il est né à Perth et est diplômé en chimie de l'Université d'Australie-Occidentale en 1955. Il travaille pour la compagnie pétrolière Shell jusqu'en 1960 puis commence une carrière de professeur de chimie, en premier lieu au Perth Technical College puis à l'Institut australien de technologie de l'Ouest.
Ses premiers travaux ornithologiques comprennent une étude sur l'Acanthize à croupion jaune. Plus tard, il se spécialise sur les oiseaux de l'intérieur de l'Australie, faisant plusieurs expéditions dans le cadre de ses recherches. Il différencie le Psophode babillard du Psophode carillonneur. Il est membre de Royal Australasian Ornithologists Union (RAOU) et siège à son Comité consultatif taxonomique. Il contribue à de nombreux articles de la revue Emu. En 1983, il obtient un doctorat de l'Université d'Australie-Occidentale pour ses études ornithologiques.